# Ted Mittet
Theodore Peder "Ted" Mittet (født 23. december 1941 i Seattle, Washington, død 27. december 2024) var en amerikansk roer.
Mittet vandt en bronzemedalje i firer uden styrmand ved OL 1964 i Tokyo. De tre øvrige medlemmer af amerikanernes båd var Geoffrey Picard, Dick Lyon og Ted Nash. Den amerikanske båd kom ind på tredjepladsen i finalen, hvor Danmark vandt guld, mens Storbritannien tog sølvmedaljerne. Det var det eneste OL han deltog i.

## OL-medaljer
- 1964:  Bronze i firer uden styrmand